# غارات جوية أمريكية في العراق وسوريا في ديسمبر 2019
غارات جوية أمريكية في العراق وسوريا هو قصف جوي على عدة معسكرات تابعة الحشد الشعبي و‌كتائب حزب الله في سوريا و‌العراق في يوم 29 ديسمبر 2019. فقُتل إثر الهجوم الأمريكي ما لا يقل عن 25 من مقاتلي الحشد وأُصيب 55 آخرون. وكانت الضربات العسكرية للولايات المتحدة الأمريكية ردًا مباشرًا على مقتل مقاول مدني أمريكي في هجوم صاروخي شنته قوات الحشد الشعبي على قاعدة عسكرية في كركوك. وكانت الغارات الأمريكية في العراق قريبة من حي القائم الغربي في محافظة الأنبار، وعلى مقربة من الحدود مع سوريا، وتقول واشنطن إن الغارات ستؤدي إلى إضعاف قدرة كتائب حزب الله على شن هجمات مستقبلية ضد قوات التحالف، وذكر بيان للجيش الأميركي أن المنشآت الخمس المستهدفة للحشد الشعبي وكتائب حزب الله كان منها مخازن للأسلحة ومواقع للقيادة والسيطرة. ولقد تعرض مقر اللواء 45 التابع لقوات الحشد الشعبي، مساء الأحد إلى 3 ضربات جوية أمريكية، بحسب بيان لخلية الإعلام الأمني، فيما أعلن عادل عبد المهدي الحداد لمدة ثلاثة أيام في العراق على قتلى القصف الأمريكي.

## الخلفية
في 27 ديسمبر 2019، تعرضت القاعدة الجوية K-1، إحدى القواعد العراقية التي تستضيف قوات التحالف في عملية العزم الصلب، في محافظة كركوك بالعراق لهجوم من قبل أكثر من 30 صاروخًا، مما أدى إلى مقتل مقاول مدني أمريكي وإصابة أربعة من أفراد الخدمة الأمريكية واثنين من قوات الأمن العراقية. ألقت الولايات المتحدة اللوم على كتائب حزب الله، وهي مجموعة فرعية من وحدات الحشد الشعبي في العراق.

## الغارات الجوية
في حوالي الساعة 11:00 صباحًا بتوقيت شرق الولايات المتحدة في 29 ديسمبر 2019، هاجمت الولايات المتحدة خمسة منشآت لكتائب حزب الله في الأراضي العراقية والسورية. ووفقاً للبيان الصادر من البنتاغون، استهدفت الولايات المتحدة ثلاثة مواقع في العراق وموقعين في سوريا، وشملت هذه المواقع مخازن للأسلحة ومواقع للقيادة والسيطرة. وقال أحد المسؤولين الأمريكيين أن الغارات نفذت بواسطة طائرات مقاتلة من طراز F-15، وأنه رصدت في قسم من الأهداف المستهدفة إنفجارات ثانوية تدل على وجود ذخائر عسكرية.
وفقًا لمصادر أمنية عراقية وأخرى غيرها، قُتل ما لا يقل عن 25 شخصا وأصيب 55 آخرون بجروح. وأن أربعة على الأقل من القادة المحليين للحشد وكتائب حزب الله قتلوا وأن إحدى الغارات الجوية استهدفت مقر الكتائب قرب منطقة القائم غرب البلاد على الحدود مع سوريا.

## ردود الفعل في العراق

المحتجون امام مبنى السفارة الأمريكية ببغداد يحملون أعلام الحشد الشعبي

صرح الناطق باسم قائد القوات المسلحة العراقية بأن وزير الدفاع الأمريكي مارك إسبر أبلغ رئيس الوزراء العراقي عادل عبد المهدي قبل نصف ساعة من العملية؛ وقد اعترض عليها رئيس الوزراء العراقي بشدة وطالب بوقفها على الفور. ووصف الناطق الضربات الجوية الأمريكية الأحادية الجانب بأنها «طعنة خائنة في الظهر». أعلن رئيس الوزراء عبد المهدي في وقت لاحق الحداد الوطني لمدة ثلاثة أيام، من 31 ديسمبر 2019 حتى 2 يناير 2020. وقال ان الهجوم لم يحدث بناء على أدلة، بل على مواقف سببها التوتر بين طهران وواشنطن.
وقال القائد البارز لوحدات الحشد الشعبي جمال جعفر الإبراهيمي: «ردنا سيكون قاسيا للغاية على القوات الأمريكية في العراق».

### الهجوم على السفارة الأمريكية
في 31 ديسمبر، اجتمع آلاف المتظاهرين أمام السفارة الأمريكية في بغداد احتجاجًا على الضربات الجوية الأمريكية. وكان بعض منهم يلبسون زيا عسكريا ويرفعون أعلام الحشد الشعبي.
ثم اقتحم العشرات من المحتجين مجمع السفارة، وقاموا بتحطيم البوابة الرئيسية وأضرموا النار في منطقة الاستقبال. أطلقت قوات أميركية بعض العيارات النارية في الهواء، ثم قنابل الغاز المسيل للدموع لتفريق المتظاهرين.
بعد يومين من الاحتجاجات، في 1 يناير 2020، انسحب المحتجون من محيط السفارة بعد دعوات من الحكومة وكبار قادة القوات.

## ردود الفعل الأخرى
- إيران: قال المتحدث باسم وزارة الخارجية الإيرانية عباس موسوي: «لقد أظهرت الولايات المتحدة بشكل علني دعمها للإرهاب وأظهرت إهمالها لاستقلال الدول وسيادتها الوطنية». وأضاف «يجب عليها أن تتحمل مسؤولية وعواقب هذا العمل غير القانوني».[14]
- إسرائيل: أشاد رئيس الوزراء الإسرائيلي بنيامين نتنياهو بالهجمات الجوية ضد القوات وأكد على صلتها بإيران.[15]
- البحرين: أصدرت وزارة الخارجية البحرينية بيانًا يدعم الغارة الجوية.[16]
- روسيا: وصفت وزارة الخارجية الروسية الوضع بأنه غير مقبول ودعت إلى ضبط النفس من كلا الجانبين.[17]
- حزب الله: وصف حزب الله اللبناني في بيان الهجوم بأنه «انتهاك صارخ لسيادة وأمن واستقرار العراق والشعب العراقي».[14]